# Julius Arnoldt

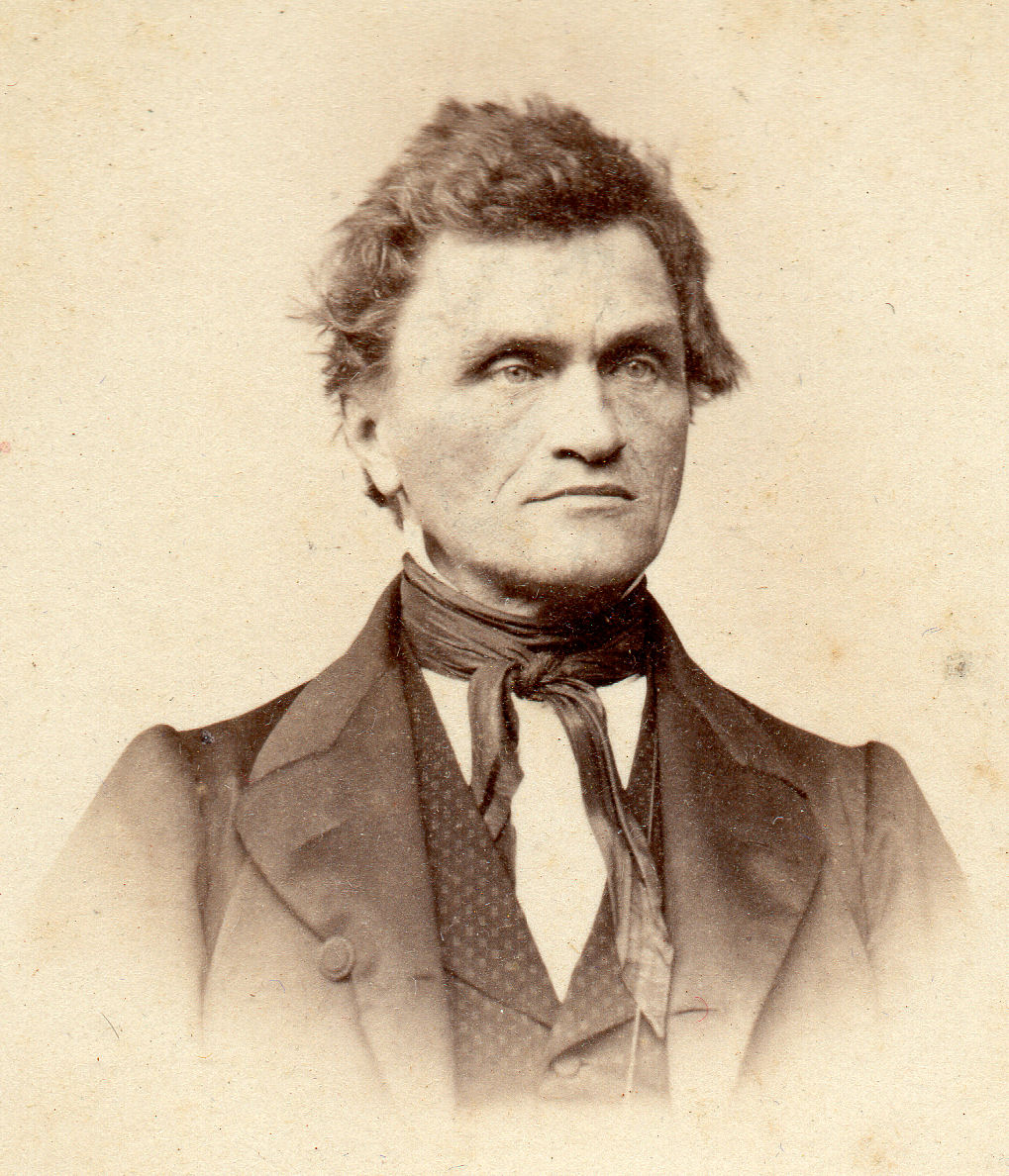
Julius Arnoldt

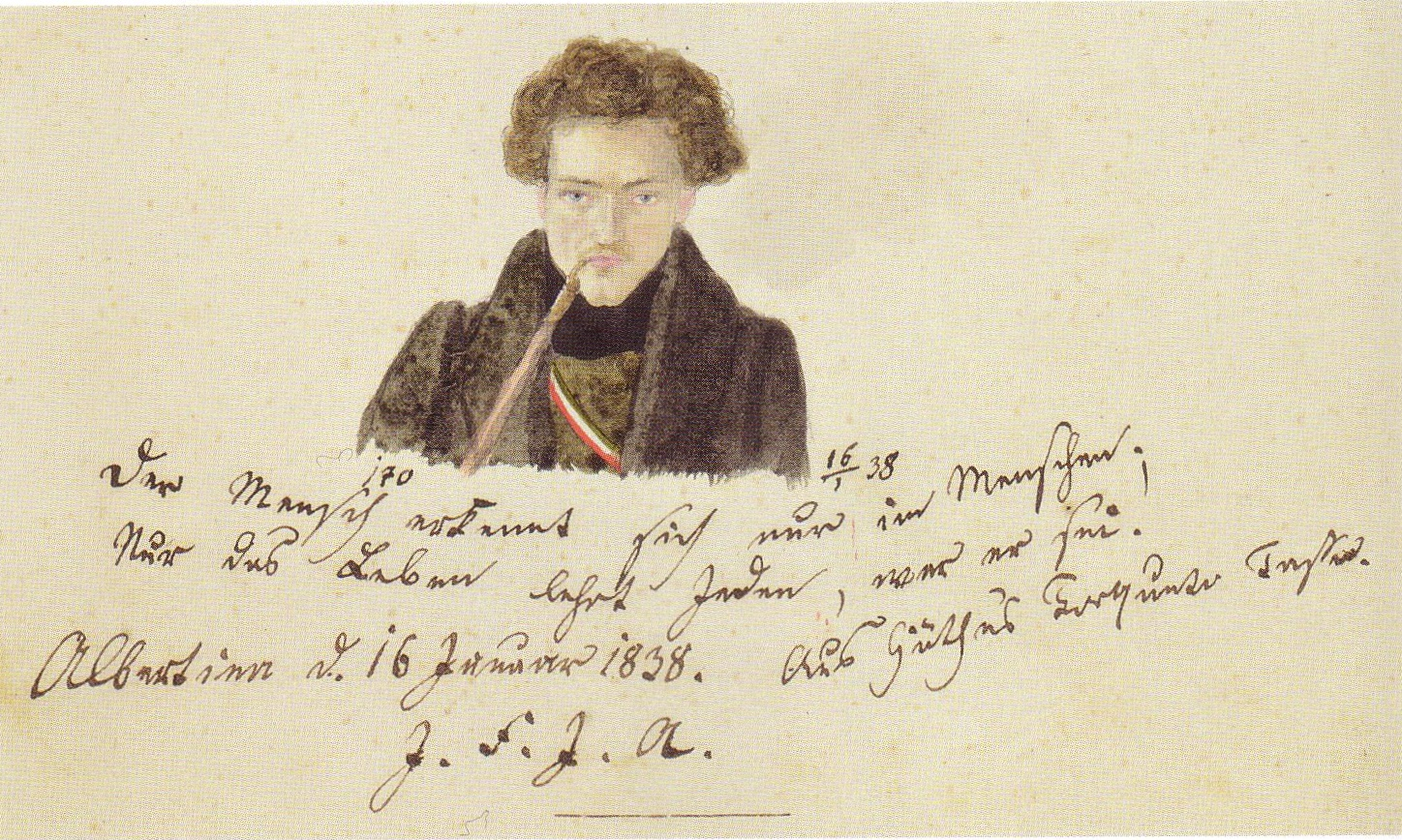
Julius Arnoldt (1838): Der Mensch erkennt sich nur im Menschen. Nur das Leben lehrt jeden, wer er sei! Albertina d. 16. Januar 1838. Aus Göthes Torquato Tasso, J.F.J.A.

Johann Friedrich Julius Arnoldt (* 21. März 1816 in Wehlau; † 11. August 1892 in Rauschen) war ein deutscher Philologe und Gymnasiallehrer in Ostpreußen.

## Leben
Arnoldts Vater, Friedrich Wilhelm Arnoldt (1789–1855), war zweiter Prediger an der evangelischen Jacobi-Kirche (Wehlau). Die Mutter Johanna Arnoldt geb. Hildebrand verstarb im Kindbettfieber nach Julius Geburt. Der Vater heiratete ein zweites Mal: Johanna Romansky aus Wehlau. Ein Halbbruder war der Kantforscher Emil Arnoldt. 1822 bezog der Vater die Pfarrerstelle in Plibischken, die Familie siedelte um. Arnoldt besuchte die Friedrichsschule Gumbinnen bis zum Abitur Michaelis 1834. An der Albertus-Universität Königsberg studierte er Philologie und Geschichte. Im selben Jahr schloss er sich dem Corps Littuania an. Er hörte Vorlesungen von Christian August Lobeck und Friedrich Wilhelm Schubert. In den Blättern der Erinnerung (Schmiedeberg) ist ein studentisches Porträtaquarell von ihm erhalten.
Nach der Facultas Docendi war er einige Jahre in Königsberg i. Pr. an der Castellschen Privatschule tätig und bestand im Sommer 1842 die Oberlehrerprüfung. Das Probejahr absolvierte er am Altstädtischen Gymnasium. 1843 wurde er zum Dr. phil. promoviert. Im selben Jahr war er von Ostern bis Michaelis Lehrer am Collegium Fridericianum, Königsberg. Seit Neujahr 1844 an seinem heimatlichen Gymnasium in Gumbinnen, wurde er im Herbst desselben Jahres als wissenschaftlicher Hilfslehrer angestellt. 1844 heiratete Arnoldt Emilie Hilbert, eine Tochter des Geheimen Justizrats Hilbert aus Königsberg. Sie bekamen zwei Söhne, Richard und Oswald. Richard Arnoldt trat in die altphilologischen Fußstapfen des Vaters und wurde Gymnasialdirektor am Christianeum in Altona. Oswald wurde Zivilingenieur in Berlin. Weihnachten 1849 kam Arnoldt auf die Stelle des 3. Oberlehrers und wurde am 14. November 1856 zum Gymnasialprofessor befördert. Am 12. Oktober 1861 wurde Arnoldt zum Direktor des Gymnasiums ernannt. Zu seinen Schülern zählen der Geograph Heinrich Ferdinand Matzat, der Altphilologe Arthur Ludwich, der Indologe Carl Cappeller und der Theologe Georg Heinrici. Ostern 1883 trat Arnoldt in den Ruhestand.

## Ehrungen

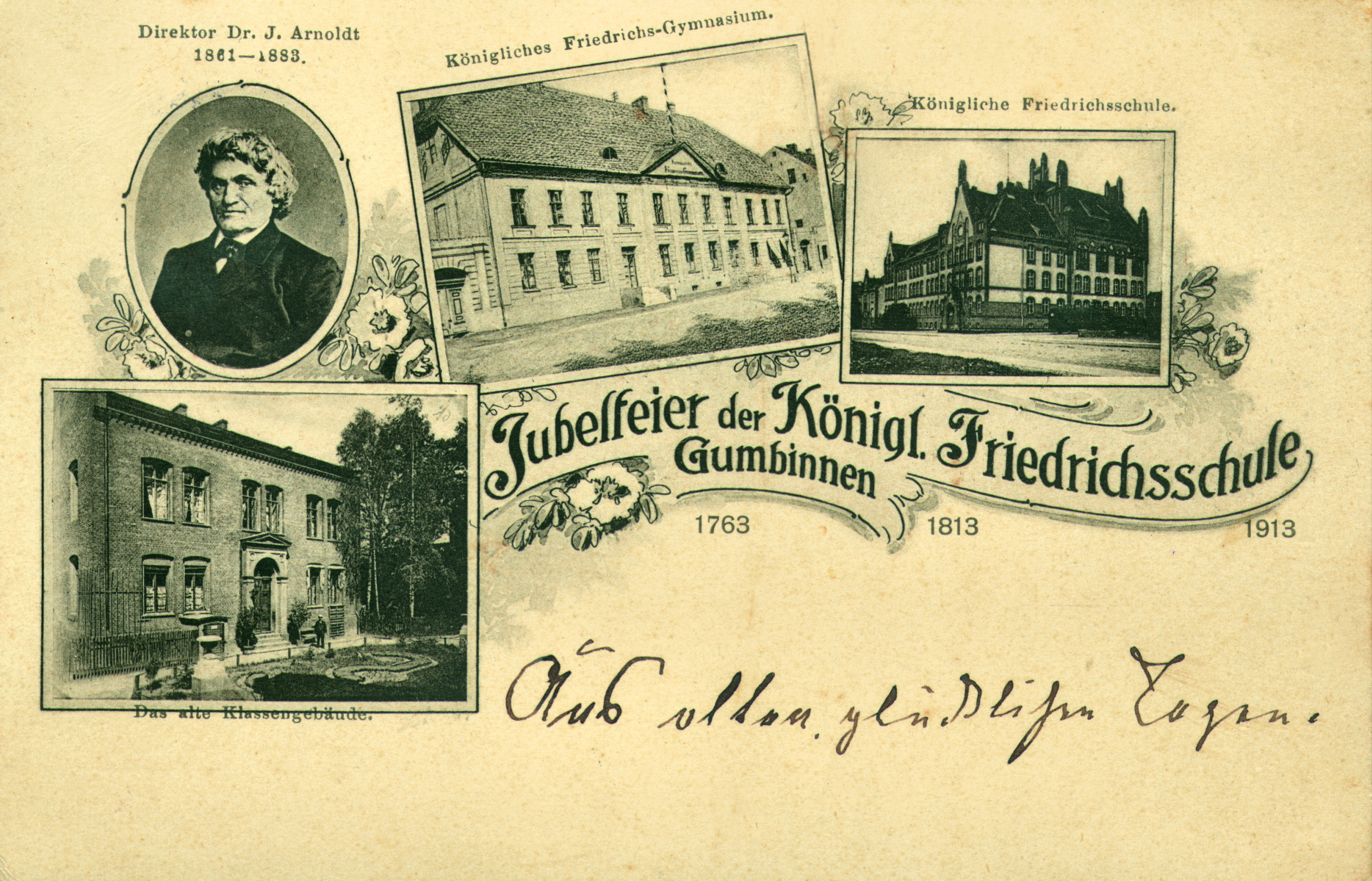
Postkarte zum 150. Jubiläum der Königl. Friedrichschule Gumbinnen (1763–1913)

- Charakter als Geheimer Regierungsrat
- Roter Adlerorden 3. Klasse mit der Schleife

## Werke
- De Athana rerum Sicularum scriptores. Gumbinnen 1846[8] (Digitalisat)
- Über die Quellen zu Timoleons Leben. Gumbinnen 1848[8] (Digitalisat)
- Timoleon, eine biographische Darstellung. Stenzel, Gumbinnen 1850
- De Historiis Timaei oponium ab editore Parisino conceptarum refutatio. Gumbinnen 1851[8] (Digitalisat)
- Friedrich August Wolf – 1. Zum Lektions- und Stundenplan gelehrter Schulen, 2. Von der Unterrichtsfolge und dem grammatischen und lexikologischen Unterricht in den beiden gelehrten Sprachen. Gumbinnen 1856[8] (Digitalisat)
- Friedrich August Wolf in seinem Verhältnis zum Schulwesen, 2 Bände. Braunschweig 1861/1862
- Beiträge zur Geschichte des Schulwesens in Gumbinnen

1. Stück: Die alte Stadtschule von ihrer Stiftung bei Gründung der Stadt bis zu ihrer Umwandlung in die sogenannte Friedrichsschule (1724–1764). Gumbinnen 1865 (Digitalisat)
2. Stück: Die Friedrichsschule (1764–1809), 1. Teil nebst einer aus drei Nummern bestehenden Beilage. Gumbinnen 1866 (Digitalisat)
3. Stück: Die Friedrichsschule (1764–1809), 2. Teil. Gumbinnen 1867 (Digitalisat)
4. Stück, 3. und letzter Teil. Gumbinnen 1868 (Digitalisat)